# Siquinalá
Siquinalá é uma cidade da Guatemala do departamento de Escuintla.